# العلاقات السريلانكية الفيجية
العلاقات السريلانكية الفيجية هي العلاقات الثنائية التي تجمع بين سريلانكا وفيجي.

## مقارنة بين البلدين
هذه مقارنة عامة ومرجعية للدولتين:
| وجه المقارنة                                              | سريلانكا                         | فيجي                                                                 |
| --------------------------------------------------------- | -------------------------------- | -------------------------------------------------------------------- |
| المساحة (كم2)                                             | 65.61 ألف                        | 18.27 ألف                                                            |
| عدد السكان (نسمة)                                         | 21.44 مليون                      | 915.30 ألف                                                           |
| الكثافة السكانية (ن./كم²)                                 | 326.78                           | 50.1                                                                 |
| العاصمة                                                   | سري جاياواردنابورا كوتي، كولمبو  | سوفا                                                                 |
| اللغة الرسمية                                             | اللغة السنهالية، اللغة التاميلية | لغة إنجليزية، اللغة الفيجية، اللغة الفيجي الهندية، اللغة الهندستانية |
| العملة                                                    | روبية سريلانكي                   | دولار فيجي                                                           |
| الناتج المحلي الإجمالي (بليون دولار)                      | 87.17 مليار                      | 5.06 مليار                                                           |
| الناتج المحلي الإجمالي (تعادل القوة الشرائية) بليون دولار | 246.62 مليار                     | 8.32 مليار                                                           |
| الناتج المحلي الإجمالي الاسمي للفرد دولار أمريكي          | 3.93 ألف                         | 4.96 ألف                                                             |
| الناتج المحلي الإجمالي للفرد دولار أمريكي                 | 11.11 ألف                        | 8.79 ألف                                                             |
| مؤشر التنمية البشرية                                      | 0.757                            | 0.727                                                                |
| رمز المكالمات الدولي                                      | +94                              | +679                                                                 |
| رمز الإنترنت                                              | .lk،                             | .fj                                                                  |
| المنطقة الزمنية                                           | ت ع م+05:30                      | ت ع م+12:00                                                          |

## منظمات دولية مشتركة
يشترك البلدان في عضوية مجموعة من المنظمات الدولية، منها:
| علم المنظمة | اسم المنظمة                               | تاريخ انضمام سريلانكا | تاريخ انضمام فيجي |
| ----------- | ----------------------------------------- | --------------------- | ----------------- |
|             | المنظمة الهيدروغرافية الدولية             | ?                     | ?                 |
|             | الاتحاد البريدي العالمي                   | ?                     | ?                 |
|             | بنك التنمية الآسيوي                       | 1966                  | 1970              |
|             | يونسكو                                    | 14 نوفمبر 1949        | 14 يوليو 1983     |
|             | البنك الدولي للإنشاء والتعمير             | 29 أغسطس 1950         | 28 مايو 1971      |
|             | منظمة التجارة العالمية                    | ?                     | ?                 |
|             | وكالة ضمان الاستثمار متعدد الأطراف        | 27 مايو 1988          | 24 سبتمبر 1990    |
|             | الاتحاد الدولي للاتصالات                  | 1897                  | 5 مايو 1971       |
|             | منظمة الشرطة الجنائية الدولية             | ?                     | ?                 |
|             | مؤسسة التمويل الدولية                     | 20 يوليو 1956         | 12 يوليو 1979     |
|             | الأمم المتحدة                             | 14 ديسمبر 1955        | 13 أكتوبر 1970    |
|             | مؤسسة التنمية الدولية                     | 27 يونيو 1961         | 29 سبتمبر 1972    |
|             | منظمة حظر الأسلحة الكيميائية              | ?                     | ?                 |
|             | المركز الدولي لتسوية المنازعات الاستشارية | 11 نوفمبر 1967        | 10 سبتمبر 1977    |

## وصلات خارجية
- موقع وزارة الخارجية السريلانكية
- موقع وزارة الخارجية الفيجية